# Слобода Трајковић
Слобода Бода Трајковић (Врњачка Бања, 7. октобар 1918 — Београд, 9. мај 1942), студенткиња хемије, учесница Народноослободилачке борбе и вереница Лоле Рибара.

## Биографија
Рођена је 7. октобра 1918. године у Врњачкој Бањи. Студирала је хемију. Била је верена за Иву Лолу Рибара. Породица Трајковић позвана је на вечеру 6. априла 1941. у дом породице Рибар ради планирања венчања. Како је тога дана Београд бомбардован до те вечере није дошло а ни до венчања јер су се Иво и Слобода укључили у народноослободилачку борбу. Иво је постао најмлађи члан Врховног штаба народноослободилачке војске, a Слобода се, заједно са целом својом породицом, активно укључила у Народноослободилачки покрет (НОП). Њен отац, угледни београдски апотекар Светолик Трајковић, давао је велике количине лекова и санитетског материјала за партизане, а њен брат Мирослав је служио као веза у Београду. Слобода и Вера су скупљале одећу и остале потрепштине за партизане. Када је Лола кренуо у партизане није хтео да дозволи да она крене са њим јер је због њене крхке грађе сумњао да не би могла издржати напоре којима би била изложена већ је инсистирао да оде код тетке у Врњачку Бању како би је заштитили.
Отац Светолик, мајка Милена, син Мирослав и ћерка Вера, ухапшени су половином јануара 1942. године, када је београдској полицији пало у руке једно писмо Лоле Рибара које је он упутио својој вереници Боди. Мучили су Веру док после 10 дана нису схватили да она није Слобода. Полиција у Врњачкој Бањи ју је ухапсила и тамо држала десетак дана док је нису пребацили у Београд и затворили у Главњачу са остатком породице. У Специјалној полицији су покушавали да је присиле да напише Лоли писмо, којим би га намамила да дође. Она је то одлучно одбила. Пребачена је почетком фебруара у логор на Бањици, заједно са осталим члановима своје породице, и заједно с њима 9. маја 1942. године угушена у гасној комори.
Књижевница Нада Маринковић објавила је 1980. годину романсирану биографију ове хероине - Легенда о девојци Слободи.
Улица Слободе Трајковић налази се у Маринковој бари. У знак сећања на њу, и остале чланове њене породице, једна улица у београдском насељу Бањица, носи назив Улица породице Трајковић.